# Friedrich Oskar Wermann
Friedrich Oskar Wermann (* 30. April 1840 in Neichen; † 22. November 1906 in Dresden) war ein deutscher Komponist und von 1876 bis 1906 Kreuzkantor in Dresden. 

## Leben
Wermann wurde am 30. April 1840 in Neichen bei Trebsen als neuntes Kind der Eheleute Johann Wilhelm Wermann, Dorfschullehrer und Kantor, und Johanna Rosina Wermann geboren. Nach seiner Ausbildung am Lehrerseminar in Grimma arbeitete er erst als Lehrer in kleineren Ortschaften nahe Leipzig sowie in Dresden. Währenddessen studierte er Musik in Dresden bei Karl Krägen, Gustav Adolf Merkel, Ernst Julius Otto und Friedrich Wieck sowie von 1864 bis 1866 am Leipziger Konservatorium Musik bei Moritz Hauptmann, Ignaz Moscheles, Carl Reinecke und Ernst Friedrich Richter. Anschließend arbeitete er zwei Jahre lang als Musiklehrer und Organist in Wesserling. Im Jahr 1868 wurde er Oberlehrer für Musik am königlichen Lehrerseminar Dresden-Friedrichstadt. Zudem war er Organist an der dortigen reformierten Kirche.
Nach seiner Wahl am 4. November 1875 zum Nachfolger von Ernst Julius Otto im Amt des Kreuzkantors wurde er am 1. Januar 1876 Musikdirektor der drei Dresdner Hauptkirchen, nämlich der Kreuz-, der Frauen- und der Sophienkirche. Im Jahr 1883 wurde Wermann zum Professor ernannt. Am 16. Juni 1884 wurde der Dresdner Lehrer-Gesang-Verein als reiner Männerchor gegründet, den Wermann 1884 als erster Chorleiter sowie von 1888 bis 1893 leitete. 1905 wurde Wermann königlicher Hofrat. Wermann ging im Februar 1906 in den Ruhestand und starb nach einer Italienreise am 22. November 1906 in Dresden in Verbitterung über eine abfällige Beurteilung seines Wirkens. Sein Grab befindet sich auf dem Waldfriedhof Weißer Hirsch.
Oskar Wermann hatte mit seinem 30 Jahre langen Wirken als Kreuzkantor wichtigen Einfluss auf das musikalische Leben in Dresden. Er führte Franz Wüllners Chorübungen der Münchener Musikschule sowie Theorie- und Stimmbildungsunterricht in der Ausbildung seines Chores ein und erarbeitete A-cappella-Literatur bis zu Richard Strauss sowie große Oratorien. 1886 ließ er den Chor und die Instrumentalbesetzung vergrößern, indem er das Gewerbehausorchester bzw. die Hofkapelle einband. Am Karfreitag 1879 leitete er die Dresdner Erstaufführung der Johannes-Passion von Johann Sebastian Bach und sorgte so für eine Bach-Renaissance in Dresden.
Wermanns kompositorisches Schaffen ist stilistisch vor allem von Felix Mendelssohn Bartholdy und Robert Schumann beeinflusst sowie in der Polyphonie durch Josef Gabriel Rheinberger, was man insbesondere in seinen Orgelsonaten erkennen kann.

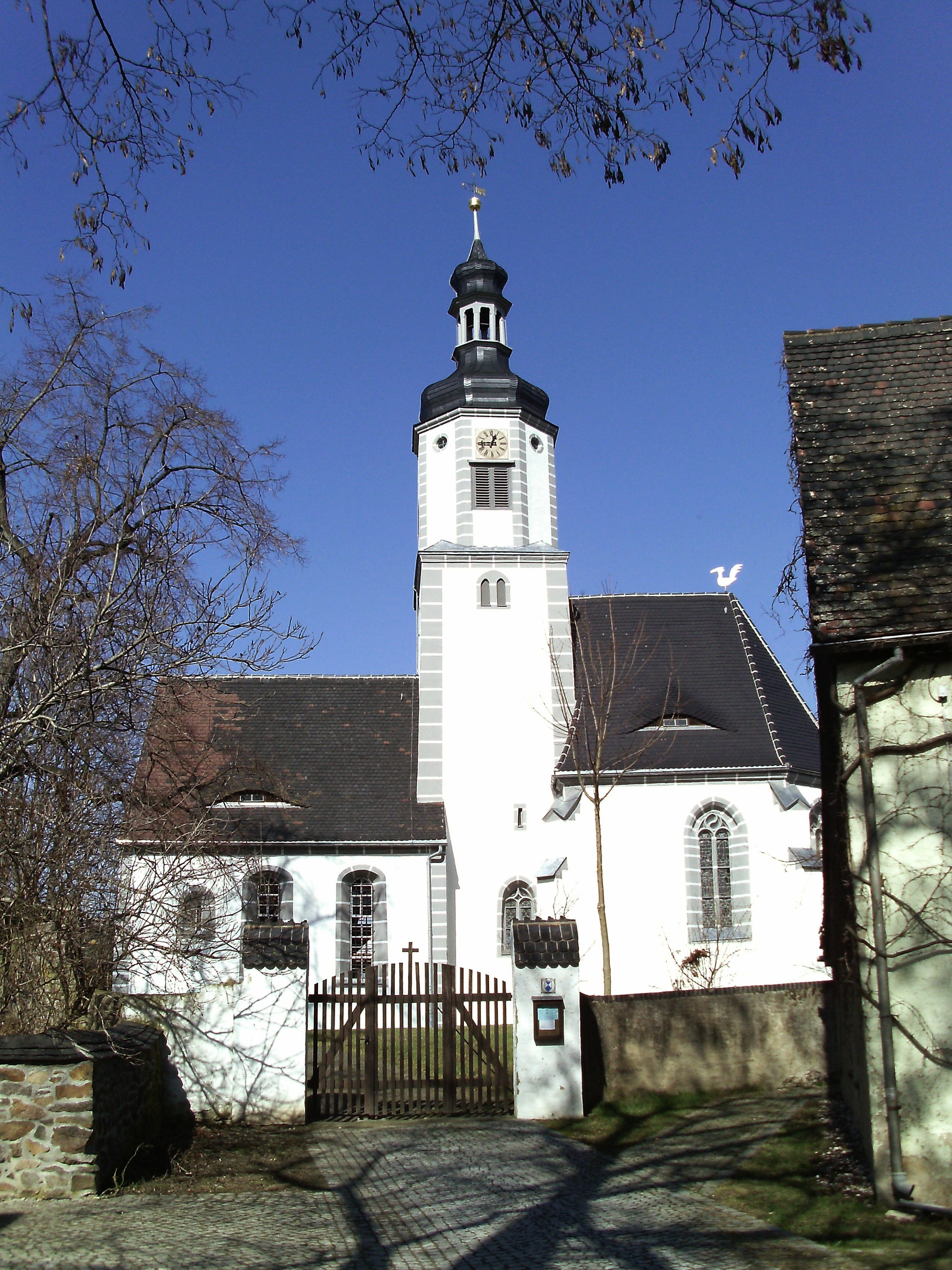
Kirche in Oskar Wermanns Geburtsort Neichen, wo er von seinem Vater das Orgelspiel erlernte

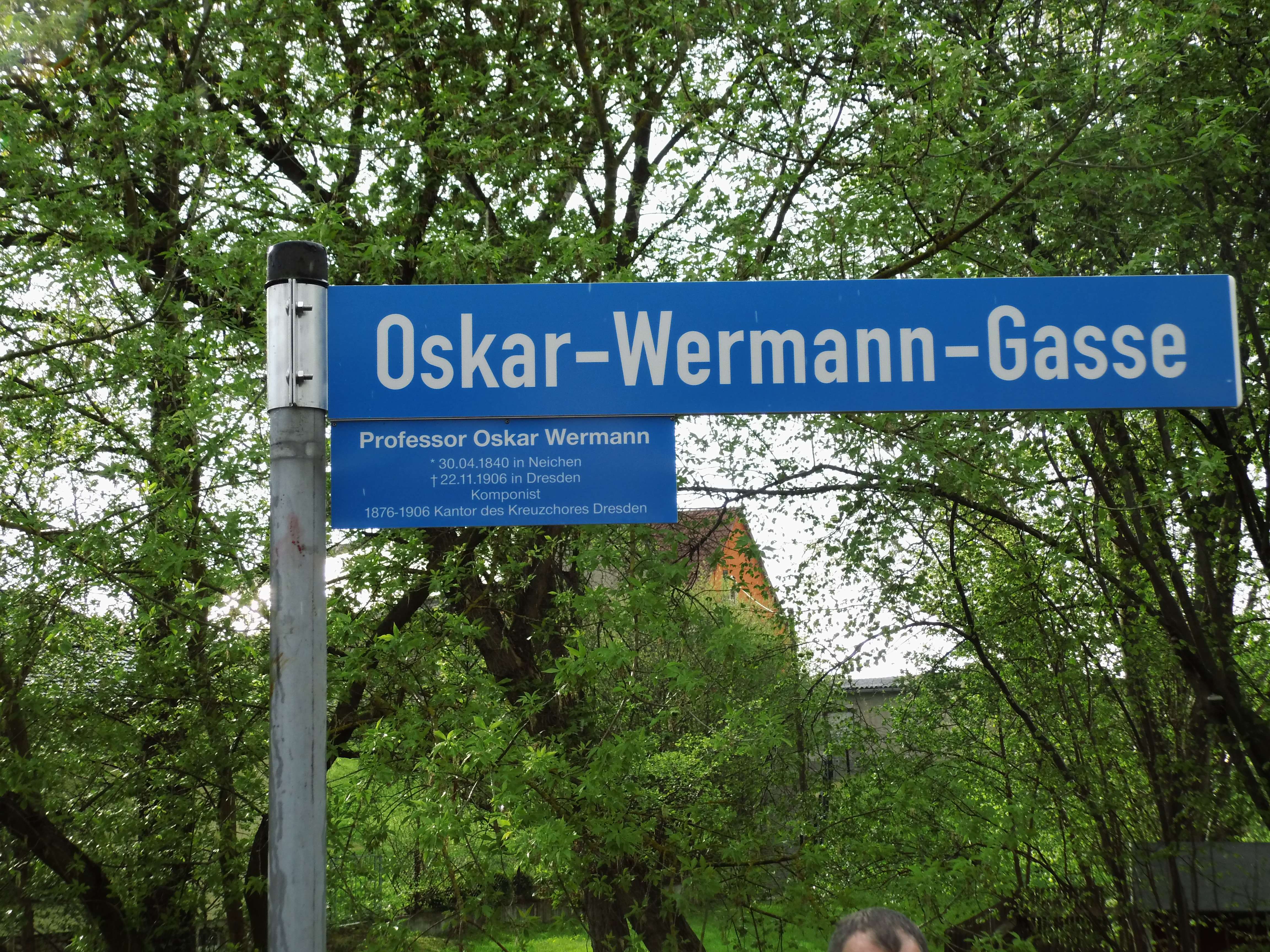
Oskar-Wermann-Gasse in seinem Geburtsort Neichen

## Ehrung zum 175. Geburtstag 2015
Oskar Wermanns Geburtsort ehrte den bedeutenden Neichener an dessen 175. Geburtstag mit einem vielfältigen Festtag: Im Pfarrhaus war eine Ausstellung über den Jubilar zu sehen, und die Mühlgasse wurde umbenannt in Oskar-Wermann-Gasse. Am Grundstück des einstigen, nicht mehr vorhandenen Elternhauses von Oskar Wermann, wo er mit seinen acht Geschwistern aufwuchs, wurde eine Gedenkplatte enthüllt. Nachdem in der voll besetzten Kirche in Neichen mit einer musikalischen Feierstunde der Kreuzkantor und sein Schaffen gewürdigt worden waren, wurde schließlich vor der Kirche mit einer Ansprache von Landrat Gerhard Gey ein Gedenkstein enthüllt.

## Werke (Auswahl)

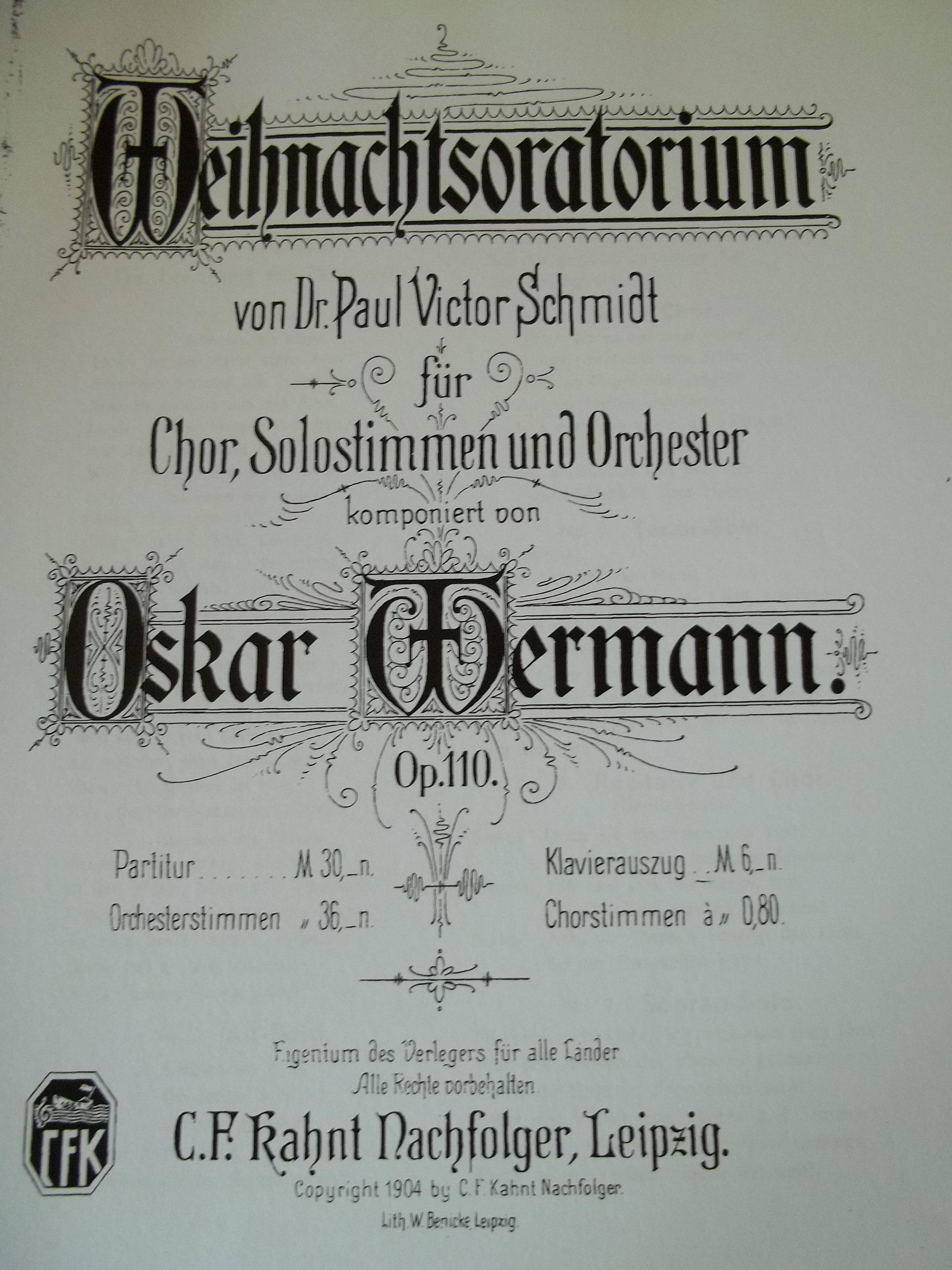
Komposition (1904) von Friedrich Oskar Wermann

### Oratorien, Messen und Kantaten
- Reformations-Kantate für Chor, Soli und Orchester Op. 35
- Messe für 8-stimmigen Chor und Soli a cappella Op. 60
- Weihnachtsoratorium für Soli, Chor und Orchester Op. 110
- Messe für Männerchor und Solo-Quartett Op. 116
- Passions-Kantate In Todesfinsternissen liegt rings das Erdenrund für Sopran-Solo, gemischten Chor und Orgel Op. 138

### Werke für Orgel
- Drei Orgelsätze zum Concertgebrauch in Form einer Sonate (1. Sonate) g-Moll Op. 45
- 2. Sonate c-Moll Op. 70
- Drei Vortragsstücke Op. 83
- Drei Vortragsstücke Op. 88
- Acht charakteristische Vortragsstücke zum Gebrauche im Concert und im Gottesdienste Op. 93
- Charfreitag und Golgatha. Fantasiestück für Orgel Op. 94
- Passacaglia e-Moll Op. 95
- Drei Vortragsstücke Op. 102
- 3. Sonate (Sonate pastorale) D-Dur Op. 114
- Sechs Vortragsstücke mittlerer Schwierigkeit für Orgel zum Gebrauche im Gottesdienst und Concert Op. 123
- Drei leichte Vortragsstücke Op. 136
- Drei Präludien und Fugen über die Töne des Glockengeläutes der Kreuzkirche zu Dresden E, G, A, H, D Op. 146

### Werke für Klavier
- 3 Stücke Op. 1
- 6 Stücke Op. 2
- 8 Etüden Op. 3
- 24 leichte melodische Etuden Op. 6
- Sechs leichte Charakterstücke Op. 8
- Drei Tonstücke Blätter der Erinnerung. Op. 9
- Zwölf Vortragstudien in Form von Charakterstücken zum Gebrauch beim Unterrichte und im Concert Op. 29

### Kammermusik
- Largo religioso für Violine (Horn oder Violoncello) und Orgel (oder Harmonium oder Pianoforte) Op. 24
- Drei Vortragsstücke für Violine und Orgel Op. 49
- Sonate g-Moll für Violoncello und Orgel oder Pianoforte Op. 58
- Zwei Stücke für Violoncello (Violine) und Orgel (oder Harmonium oder Pianoforte) Op. 72
- Zwei Vortragsstücke für Viola oder Clarinette oder Englischhorn und Orgel (oder Harmonium oder Pianoforte) Op. 81
- Zwei Vortragsstücke für Violoncello und Orgel Op. 92

### Lieder
- Sechs Lieder für 1 Singstimme mit Pianoforte Op. 17
- Vier Lieder für 1 mittlere Singstimme mit Pianoforte Op. 26
- Vier Gesänge für Tenor (oder Sopran) mit Pianoforte Op. 31
- Frühlingsgruss: „Nun quillt ein neuer Segen“. Geistliches Lied für Sopran (oder Tenor) mit Orgel und Harfe, auch Violine, oder Violoncello, oder F-Horn mit Harfe (Pianoforte) allein, oder mit Harfe (Pianoforte) und Orgel (Harmonium) Op. 37
- Drei Gesänge für Bariton (oder Mezzosopran) – für Tenor (oder Sopran) mit Pianoforte Op. 39
- Lauter Freude, lauter Wonne. Duett für Sopran und Tenor mit Violoncello und Pianoforte Op. 47
- Acht Duette für 2 Singstimmen mit Pianoforte Op. 48
- Eliland. Ein Sang vom Chiemsee. von Karl Stieler. Zehn Gesänge für 1 hohe Stimme – für 1 tiefe Stimme mit Pianoforte Op. 51
- Fünf Lieder für 1 hohe Singstimme – für 1 tiefe Singstimme mit Pianoforte Op. 53
- Sechs geistliche Gesänge für 1 Singstimme mit Orgel oder Pianoforte Op. 59
- Sechs alte Kirchenlieder (aus dem 16. Jahrhundert) mit neuen Weisen für 1 Solostimme und Orgel (Harmonium oder Pianoforte) zum Gebrauche in Kirche und Haus Op. 64
- Sechs Lieder für Sopran (oder Tenor) mit Pianoforte Op. 65
- Sechs Gesänge (Balladen und Lieder) für 1 Singstimme mit Pianoforte Op. 68
- Sechs Lieder für 1 Singstimme mit Pianoforte Op. 74
- Drei geistliche Lieder für 1 Singstimme mit Orgel oder Pianoforte Op. 79
- Drei geistliche Lieder für 1 Singstimme mit Orgel oder Pianoforte Op. 82
- Vier geistliche Gesänge für 1 Singstimme mit Orgel (Harmonium oder Pianoforte) Op. 84
- Sechs Lieder für 1 Singstimme mit Pianoforte Op. 88
- Vier leichte Duette für 2 Singstimmen mit Pianoforte Op. 89
- Drei biblische Stücke für 1 Singstimme und Orgel (oder Harmonium oder Pianoforte) Op. 90
- Drei biblische Sologesänge mit Orgel (oder Harmonium oder Pianoforte) Op. 96
- Vier geistliche Gesänge für eine Singstimme mit Begleitung der Orgel, des Harmoniums oder des Pianoforte Op. 100
- Drei geistliche Lieder für 1 hohe Singstimme – für 1 tiefe Singstimme mit Orgel (Pianoforte oder Harmonium) Op. 107
- Drei geistliche Lieder für Tenor – für Bariton mit Orgel (Harmonium oder Pianoforte) Op. 111
- Drei geistliche Lieder für Soran (oder Tenor) – für Mezzosopran (oder Alt) und Orgel (Harmonium oder Pianoforte) Op. 113
- Kinderleben im Winter. Kinderfestspiel mit Violine, Violoncello, Pianoforte und Harmonium Op. 115
- Drei geistliche Lieder für 1 Singstimme mit Orgel (oder Pianoforte) Op. 117
- Zwei geistliche Lieder für Sopran und Alt mit Orgel (Harmonium oder Pianoforte) Op. 122
- Zwei geistliche Lieder für 1 Singstimme mit Orgel (oder Pianoforte) Op. 124
- Neun Gesänge für 1 hohe – für 1 tiefe Singstimme mit Pianoforte Op. 125
- Geistliche Lieder Op. 129

### Chorwerke
- Es weht durch die blühenden Bäume. für Männerchor Op. 11 Nr. 3
- Vier geistliche Männerchöre Op. 12
- Sechs geistliche Lieder für SATB Op. 15
- Zwei leichte Motetten und ein Salvum fac regem für SATB Op. 16
- Vier Lieder für dreistimmigen Frauenchor mit Pianoforte Op. 18
- 21 Gesänge für gemischten Chor Op. 19
- Zwei Motetten für fünfstimmigen Chor und Solostimmen Op. 21
- Hymnus (Psalm 5) Herr, höre meine Stimme. für Alt-Solo, Chor und Orgel (oder Pianoforte) Op. 22
- Psalm 100 Jauchzet dem Herrn. für Doppel-Chor und Solostimmen Op. 23 Nr. 1
- Vater Unser. Op. 23 Nr. 2 Motette für zwei vierstimmige Chöre
- Sieben geistliche Chorgesänge für SATB zum Gebrauch bei den Gottesdiensten der evangelisch-lutherischen Kirche. Dresden Op. 28
- Sechs weltliche Gesänge für SATB Op. 32
- Die Schönheit der Natur: „Freuet euch der schönen Erde“ für vier Männerstimmen Op. 33
- Vier Männerquartette Op. 34
- Achtzehn leichte geistliche Lieder für SATB zum Gebrauch in Kirche und Haus Op. 36
- Psalm 1 Wohl dem, der nicht wandelt für gemischten Chor und Solostimmen Op. 40
- Psalm 23 Der Herr ist mein Hirte. für gemischten Chor und Solostimmen a cappella oder mit Orgel Op. 41
- Psalm 121 Ich hebe meine Augen auf zu den Bergen. für gemischten Chor und Soli a cappella oder mit Orchester oder Orgel Op. 42
- Hymnus (Psalm 7) Auf dich, Herr, traue ich. für Solo (Sopran oder Tenor), gemischten Chor und Orgel (oder Pianoforte) Op. 43
- Drei Lieder für gemischten Chor Op. 46
- Psalm 103 Lobe den Herrn, meine Seele. für Doppelchor und Solostimmen Op. 54
- Psalm 98 Singet dem Herrn ein neues Lied. für 2 gemischte Chöre a cappella Op. 56
- Te Deum für Soli, Chor und Orchester Op. 57
- Zwölf leichte geistliche Chorgesänge für SATB zum Gebrauche für Kirche und Haus Op. 66
- Hymnus zur Feier deutsch-nationaler Feste für Männerchor, Sopran- oder Tenor-Solo und großes Orchester Op. 67
- Magnificat für Chor und Orgel Op. 69
- Die Mette von Marienburg. Ballade für Männerchor, Soli und Orchester Op. 75
- Sechs Lieder für Männerchor Op. 76
- Zwei Psalmen für 2 Chöre und Solostimmen a cappella Op. 77
- Zehn deutsche Volkslieder für Männerchor gesetzt, Op. 78
- Das Banner hoch. Fahnenlied für Männerchor Op. 83a
- Sechs Spruchmotetten für gemischten Chor Op. 86
- Sechs Lieder für Männerchor Op. 91
- Zigeunerleben: „Rings auf den kahlen Bergen“. Balladenartiger Chorgesang für SATB Op. 97
- Fünf geistliche Chorgesänge für gemischten Chor Op. 99
- Weihnachtslied Ein Kindlein zart, göttlicher Art. für dreistimmigen Chor (Sopran, Alt und Tenor oder Bariton) mit Orgel (oder Pianoforte) Op. 108
- Psalm 51 Gott, sei mir gnädig nach deiner Güte für gemischten Chor Op. 109
- Motette für das Epiphaniasfest Mache dich auf, werde Licht für gemischten Chor. Op. 112
- Kinderleben im Winter. Kinderfestspiel mit Violine, Violoncello, Pianoforte und Harmonium Op. 115
- Motette Singet dem Herrn ein neues Lied für SATB Op. 118
- Zwei geistliche Chorgesänge für SATB Op. 119
- Motette Der Lebensstrom: „Es ist ein Strom erflossen“. für 2 vierstimmige gemischte Chöre und 8 Solostimmen Op. 120
- Psalm 21 Herr, der König freuet sich in deiner Kraft. für 2 vierstimmige Chöre und 8 Solostimmen Op. 121
- Drei Gesänge für Männerchor Op. 128
- Motette Dies irae, dies illa: „Tag des Zorns, Tag der Gerichte“. für SSATBB Op. 131
- Motette Meine Seele ist stille zu Gott: „Und doch muss der rechte Weg zum Vaterhause sein“. für SSATTB Op. 132
- Motette Danket dem Herrn, denn er ist freundlich für SSATBB Op. 133
- Sechs leichte geistliche Chorgesänge (SATB) für den gottesdienstlichen Gebrauch Op. 140

### Dramatische Werke und Orchesterwerke
- Musik zum Weihnachtsmärchen Die Wunderglocke. Op. 25
- Sinfonische Dichtung König Witichis. Op. 52
- Oper Vineta. (H. S. Mosenthal)

### Sonstige Veröffentlichungen
- Ueber Tonbildung, Aussprache u. Athmen beim Singen mit besonderer Rücksichtnahme auf den Gesangsunterricht in der Schule für Lehrer, Dirigenten und Freunde des Gesanges. Essen 1884.

### Zeitungsartikel
- Haig Latchinian: Neichener ehren ihren größten Sohn – Zum 175. Geburtstag des Dresdener Ex-Kreuzkantors Oskar Wermann: Bewohner benennen Gasse um und enthüllen Gedenkstein. In: Leipziger Volkszeitung, Ausgabe Muldental, 2. Mai 2015, Seite 29
- Frank Schmidt: Dresdener Kreuzkantor stammt aus Neichen – Festprogramm zum 175. Geburtstag von Oskar Wermann. In: SachsenSonntag, Anzeigenzeitung für Wurzen, Grimma und Umgebung, 26. April 2015, Seite 1 + 3
- Haig Latchinian: Der Bach-Versteher aus Neichen. – Am 30. April feiern Familie, Freunde und Verehrer seinen 175. Geburtstag: Oskar Wermann wirkte 30 Jahre lang als Kreuzkantor in Dresden und machte dort seinen Leipziger „Amtskollegen“ Bach populär. In: Leipziger Volkszeitung, Ausgabe Muldental, 21. April 2015, Seite 27 (ganzseitiger Zeitungsbeitrag)
- Bert Endruszeit: Eine Straße für den königlichen Hofrat. Trebsen möchte den gebürtigen Neichener und späteren Kreuzkantor Wermann ehren. In: Leipziger Volkszeitung, Ausgabe Muldental, 9. Oktober 2014, Seite 37